# Ryszard Łańduch
Ryszard Łańduch (ur. 30 kwietnia 1948 we wsi Porwity) – polski rolnik, działacz opozycji demokratycznej.

## Życiorys
Absolwent I Liceum Ogólnokształcącego im. Adama Asnyka w Kaliszu. Od 1980 roku współtworzył struktury NSZZ "S" Rolników Solidarność Wiejska. Przewodniczył 11 stycznia 1981 pierwszemu w PRL wolnemu Zjazdowi Rolników z terenu woj. kaliskiego. Organizował i uczestniczył w akcji przywracania obecności krzyży w szkołach podstawowych na terenie gminy Opatówek. Współorganizator i uczestnik manifestacji pod Sądem Najwyższym (10 lutego 1981) i następnych manifestacji w celu decyzji władz PRL o zalegalizowania Związku. Po Zjeździe Zjednoczeniowym w marcu 1981 w Poznaniu, wybrany delegatem–członkiem Rady Krajowej nowego, zjednoczonego NSZZ Rolników Indywidualnych "S" (NSZZ RI). Uczestnik strajku rolników w Bydgoszczy oraz w Siedlcach. Uczestnik m.in. Zjazdu NSZZ RI Ziemi Ostrzeszowskiej.
Po ogłoszeniu stanu wojennego internowany od 13 grudnia 1981 do 15 lutego 1982. Osadzony w Areszcie Śledczym w Ostrowie Wielkopolskim, a od 8 stycznia 1982 w Ośrodku Odosobnienia w Głogowie. Po 15 lutego 1982 uczestnik kolportażu wydawnictw podziemnych na terenie gminy Opatówek i gmin sąsiednich. Następnie uczestniczył w duszpasterstwie rolników przy klasztorze jezuitów w Kaliszu, od  września 1982 współorganizował wyjazdy na coroczne, Ogólnopolskie Dożynki na Jasnej Górze.
Po pierwszych wolnych wyborach samorządowych w 1990, radny gminy Opatówek i członek Sejmiku woj. kaliskiego.
Kandydował do sejmu w wyborach parlamentarnych w 1991 z ramienia partii PSL Porozumienie Ludowe, zdobywając 25,48% głosów na listę.
Na przełomie 1991/92, na bazie aktywnych działaczy reaktywowanego NSZZ RI"S", współorganizował Stronnictwo Ludowo-Chrześcijańskie na teren woj. kaliskiego i został wybrany pierwszym jego prezesem. W 2018 z ramienia PiS bez powodzenia kandydował do samorządu kaliskiego, uzyskując 110 głosów (2,28%) .

## Odznaczenia
- 2016 – za wybitne zasługi w działalności na rzecz przemian demokratycznych w Polsce, odznaczony Krzyżem Kawalerskim Orderu Odrodzenia Polski[8].
- 2018 – za zasługi w działalności na rzecz niepodległości i suwerenności Polski oraz respektowania praw człowieka w Polskiej Rzeczypospolitej Ludowej odznaczony Krzyżem Wolności i Solidarności[9].